# Manolo Blahnik

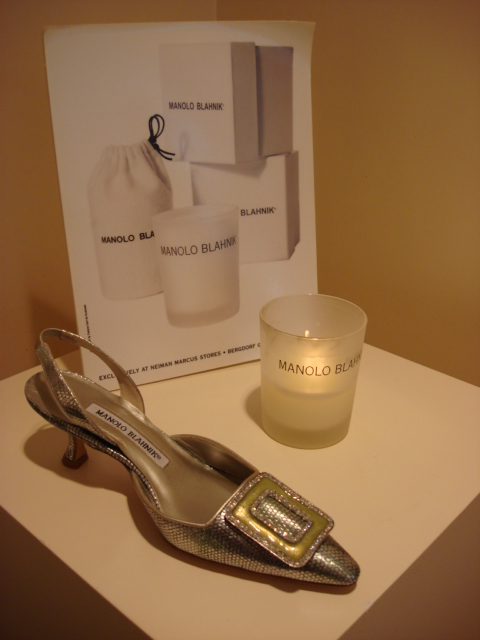
Apresentação de um sapato de Manolo Blahnik

Manolo Blahnik (Santa Cruz de La Palma, 27 de novembro de 1942) é um estilista espanhol e dono de uma das mais proeminentes marcas de sapatos femininos.

## Biografia
Nascido em 1942 nas Ilhas Canárias, de mãe espanhola e pai checoslovaco, Manolo Blahnik foi criado em uma plantação de bananas. Estudou literatura e arquitetura na Universidade de Genebra na Suíça, mas abandonou os estudos em 1968 quando se mudou para Paris. Dois anos depois, foi para Londres onde trabalhou como fotógrafo para o jornal local Sunday Times e imediatamente mergulhou no mundo da moda. Durante uma visita a Nova York em 1971, conheceu a editora chefe da revista Vogue americana, Diana Vreeland. Ela sugeriu que Manolo se concentrasse na criação de sapatos tão interessantes quanto os que ele vestia no encontro. Manolo, então, seguiu a sugestão.
Na sua trajetória de sucesso, iniciada na década de 1970, Manolo Blahnik desenhou inúmeros modelos para estilistas consagrados como Yves Saint Laurent, Christian Dior, Calvin Klein e John Galliano. Em 1973, ele abriu a Zapata, sua boutique na Rua Old Church, em Londres, que logo passou a ter clientes fiéis desde celebridades do cinema e televisão à realeza. A estrela da música pop, Madonna, declarou que os sapatos de Manolo são “melhores que sexo” mas com a diferença de que “duram mais”. Não podemos deixar de citar a adoração que a atriz Sarah Jessica Parker faz questão de explicitar no seriado Sex and the City.
O segredo do sucesso, segundo Blahnik, é participar de todas as fases da elaboração do produto. Desde os primeiros croquis até a criação das campanhas publicitárias em que geralmente usa seus próprios desenhos. Apesar do sucesso que faz, Manolo possui apenas duas lojas: uma em Londres e outra em Nova York.

## Distinções
Manolo foi nomeado Designer de Acessórios do Ano pelo Conselho Britânico de Moda em 1990 e 1999. Além disso, recebeu o título honorário de doutor pelo Royal College of Art e Royal Society of Arts da Inglaterra. 
Recebeu o Doutoramento Honoris Causa pela Universidade de La Laguna em 2016.